# تشارلز إكس. زيمرمان
تشارلز إكس. زيمرمان (بالإنجليزية: Charles X. Zimmerman)‏ هو ضابط أمريكي، ولد في 18 يناير 1865 في كليفلاند في الولايات المتحدة، وتوفي في 14 نوفمبر 1926 في نيويورك في الولايات المتحدة.